# Canton de Dieue-sur-Meuse
Le canton de Dieue-sur-Meuse est une circonscription électorale française du département de la Meuse.

## Géographie
Ce canton est organisé autour du bureau centralisateur de Dieue-sur-Meuse et fait partie à la fois de l'arrondissement de Bar-le-Duc (pour 13 communes), de l'arrondissement de Commercy (pour 26 communes) et de l'arrondissement de Verdun (pour 23 communes). Son altitude varie de 146 m (Beaulieu-en-Argonne) à 392 m (Sommedieue) pour une altitude moyenne de 278 m. Sa superficie est de 840,28 km2.

## Histoire
Un nouveau découpage territorial de la Meuse entre en vigueur à l'occasion des élections départementales de 2015. Il est défini par le décret du 17 février 2014, en application des lois du 17 mai 2013 (loi organique 2013-402 et loi 2013-403). Les conseillers départementaux sont, à compter de ces élections, élus au scrutin majoritaire binominal mixte. Les électeurs de chaque canton élisent au Conseil départemental, nouvelle appellation du Conseil général, deux membres de sexe différent, qui se présentent en binôme de candidats. Les conseillers départementaux sont élus pour 6 ans au scrutin binominal majoritaire à deux tours, l'accès au second tour nécessitant 12,5 % des inscrits au 1er tour. En outre la totalité des conseillers départementaux est renouvelée. Ce nouveau mode de scrutin nécessite un redécoupage des cantons dont le nombre est divisé par deux avec arrondi à l'unité impaire supérieure si ce nombre n'est pas entier impair, assorti de conditions de seuils minimaux. Dans la Meuse, le nombre de cantons passe ainsi de 31 à 17.
Avec ce redécoupage administratif, le territoire du canton s'affranchit des limites d'arrondissements, avec 23 communes incluses dans l'arrondissement de Verdun et treize dans celui de Bar-le-Duc. La commune la plus peuplée du nouveau canton est le bureau centralisateur, situé à Dieue-sur-Meuse.
Le canton de Dieue-sur-Meuse est formé :
- de 5 des 8 communes de l'ancien canton de Verdun-Est : Ambly-sur-Meuse, Dieue-sur-Meuse, Génicourt-sur-Meuse, Rupt-en-Woëvre et Sommedieue ;
- des 13 communes de l'ancien canton de Seuil-d'Argonne : Autrécourt-sur-Aire, Beaulieu-en-Argonne, Beausite, Brizeaux, Èvres, Foucaucourt-sur-Thabas, Ippécourt, Lavoye, Nubécourt, Pretz-en-Argonne, Seuil-d'Argonne, Les Trois-Domaines et Waly ;
- des 18 communes de l'ancien canton de Souilly : Ancemont, Heippes, Julvécourt, Landrecourt-Lempire, Lemmes, Les Monthairons, Nixéville-Blercourt, Osches, Rambluzin-et-Benoite-Vaux, Récourt-le-Creux, Saint-André-en-Barrois, Senoncourt-les-Maujouy, Les Souhesmes-Rampont, Souilly, Tilly-sur-Meuse, Vadelaincourt, Villers-sur-Meuse et Ville-sur-Cousances ;
- des 26 communes de l'ancien canton de Pierrefitte-sur-Aire : Bannoncourt, Baudrémont, Belrain, Bouquemont, Courcelles-en-Barrois, Courouvre, Dompcevrin, Fresnes-au-Mont, Gimécourt, Kœur-la-Grande, Kœur-la-Petite, Lahaymeix, Lavallée, Levoncourt, Lignières-sur-Aire, Longchamps-sur-Aire, Ménil-aux-Bois, Neuville-en-Verdunois, Nicey-sur-Aire, Pierrefitte-sur-Aire, Rupt-devant-Saint-Mihiel, Sampigny, Thillombois, Ville-devant-Belrain, Villotte-sur-Aire et Woimbey.

## Représentation
| Période élective | Période élective | Mandat | Mandat   | Identité         | Nuance | Nuance | Qualité |
| ---------------- | ---------------- | ------ | -------- | ---------------- | ------ | ------ | --- |
| 2015             | 2021             | 2015   | en cours | Serge Nahant     |        | UDI    | Agriculteur Maire de Senoncourt-les-Maujouy (depuis 2001) Ancien conseiller général du Canton de Souilly (1994-2015) Président de la CC Meuse-Voie sacrée (depuis 2002) 5ème Vice-président- Routes, désenclavement, aménagement foncier |
| 2015             | 2021             | 2015   | en cours | Frédérique Serré |        | DVD    | Gérante Adjointe au maire de Dieue-sur-Meuse |
| 2021             | 2028             | 2021   | en cours | Serge Nahant     |        | UDI    | Conseiller sortant, 4ème Vice-Président (routes, désenclavement, aménagements fonciers) |
| 2021             | 2028             | 2021   | en cours | Frédérique Serré |        | DVD    | Conseillère sortante |

### Résultats détaillés

#### Élections de mars 2015
À l'issue du 1er tour des élections départementales de 2015, trois binômes sont en ballottage : Serge Nahant et Frédérique Serré (DVD, 33,1 %), Christine Habart et Christian Namy (UDI, 25,79 %) et Josiane Dautel et David Masson-Weyl (FN, 25,18 %). Le taux de participation est de 57,78 % (5 639 votants sur 9 760 inscrits) contre 53,07 % au niveau départemental et 50,17 % au niveau national. 
Au second tour, Serge Nahant et Frédérique Serré (DVD) sont élus avec 44,35 % des suffrages exprimés et un taux de participation de 57,6 % (2 355 voix pour 5 614 votants et 9 746 inscrits).

#### Élections de juin 2021
Le premier tour des élections départementales de 2021 est marqué par un très faible taux de participation (33,26 % au niveau national). Dans le canton de Dieue-sur-Meuse, ce taux de participation est de 35,99 % (3 527 votants sur 9 799 inscrits) contre 34,51 % au niveau départemental. À l'issue de ce premier tour, deux binômes sont en ballottage : Serge Nahant et Frédérique Serré (DVD, 59,91 %) et Patricia Canut et Quentin Giron (RN, 25,29 %).
Le second tour des élections est marqué une nouvelle fois par une abstention massive équivalente au premier tour. Les taux de participation sont de 34,36 % au niveau national, 35,74 % dans le département et 36,64 % dans le canton de Dieue-sur-Meuse. Serge Nahant et Frédérique Serré (DVD) sont élus avec 70,92 % des suffrages exprimés (2 356 voix pour 3 591 votants et 9 800 inscrits),,.

## Composition
Le canton de Dieue-sur-Meuse comprend 62 communes entières.
| Nom                                     | Code Insee | Intercommunalité              | Superficie (km2) | Population (dernière pop. légale) | Densité (hab./km2) | Modifier                                    |
| --------------------------------------- | ---------- | ----------------------------- | ---------------- | --------------------------------- | ------------------ | ------------------------------------------- |
| Dieue-sur-Meuse (bureau centralisateur) | 55154      | CC Val de Meuse - Voie Sacrée | 15,78            | 1 452 (2022)                      | 92                 | modifier les données · modifier les données |
| Ambly-sur-Meuse                         | 55007      | CC Val de Meuse - Voie Sacrée | 6,34             | 241 (2022)                        | 38                 | modifier les données · modifier les données |
| Ancemont                                | 55009      | CC Val de Meuse - Voie Sacrée | 13,30            | 525 (2022)                        | 39                 | modifier les données · modifier les données |
| Autrécourt-sur-Aire                     | 55017      | CC De l'Aire à l'Argonne      | 10,85            | 112 (2022)                        | 10                 | modifier les données · modifier les données |
| Bannoncourt                             | 55027      | CC du Sammiellois             | 8,72             | 161 (2022)                        | 18                 | modifier les données · modifier les données |
| Baudrémont                              | 55032      | CC De l'Aire à l'Argonne      | 6,81             | 41 (2022)                         | 6,0                | modifier les données · modifier les données |
| Beaulieu-en-Argonne                     | 55038      | CC De l'Aire à l'Argonne      | 29,56            | 39 (2022)                         | 1,3                | modifier les données · modifier les données |
| Beausite                                | 55040      | CC De l'Aire à l'Argonne      | 25,41            | 256 (2022)                        | 10                 | modifier les données · modifier les données |
| Belrain                                 | 55044      | CC De l'Aire à l'Argonne      | 8,31             | 38 (2022)                         | 4,6                | modifier les données · modifier les données |
| Bouquemont                              | 55064      | CC De l'Aire à l'Argonne      | 7,49             | 118 (2022)                        | 16                 | modifier les données · modifier les données |
| Brizeaux                                | 55081      | CC De l'Aire à l'Argonne      | 8,33             | 62 (2022)                         | 7,4                | modifier les données · modifier les données |
| Courcelles-en-Barrois                   | 55127      | CC De l'Aire à l'Argonne      | 7,27             | 51 (2022)                         | 7,0                | modifier les données · modifier les données |
| Courouvre                               | 55129      | CC De l'Aire à l'Argonne      | 8,66             | 41 (2022)                         | 4,7                | modifier les données · modifier les données |
| Dompcevrin                              | 55159      | CC du Sammiellois             | 10,93            | 369 (2022)                        | 34                 | modifier les données · modifier les données |
| Èvres                                   | 55185      | CC De l'Aire à l'Argonne      | 11,65            | 89 (2022)                         | 7,6                | modifier les données · modifier les données |
| Foucaucourt-sur-Thabas                  | 55194      | CC De l'Aire à l'Argonne      | 9,92             | 61 (2022)                         | 6,1                | modifier les données · modifier les données |
| Fresnes-au-Mont                         | 55197      | CC De l'Aire à l'Argonne      | 15,89            | 164 (2022)                        | 10                 | modifier les données · modifier les données |
| Génicourt-sur-Meuse                     | 55204      | CC Val de Meuse - Voie Sacrée | 7,99             | 293 (2022)                        | 37                 | modifier les données · modifier les données |
| Gimécourt                               | 55210      | CC De l'Aire à l'Argonne      | 10,12            | 38 (2022)                         | 3,8                | modifier les données · modifier les données |
| Heippes                                 | 55241      | CC Val de Meuse - Voie Sacrée | 10,48            | 83 (2022)                         | 7,9                | modifier les données · modifier les données |
| Ippécourt                               | 55251      | CC De l'Aire à l'Argonne      | 10,62            | 94 (2022)                         | 8,9                | modifier les données · modifier les données |
| Julvécourt                              | 55260      | CC Val de Meuse - Voie Sacrée | 8,70             | 59 (2022)                         | 6,8                | modifier les données · modifier les données |
| Kœur-la-Grande                          | 55263      | CC du Sammiellois             | 12,32            | 164 (2022)                        | 13                 | modifier les données · modifier les données |
| Kœur-la-Petite                          | 55264      | CC du Sammiellois             | 20,33            | 254 (2022)                        | 12                 | modifier les données · modifier les données |
| Lahaymeix                               | 55269      | CC De l'Aire à l'Argonne      | 12,70            | 76 (2022)                         | 6,0                | modifier les données · modifier les données |
| Landrecourt-Lempire                     | 55276      | CC Val de Meuse - Voie Sacrée | 14,63            | 223 (2022)                        | 15                 | modifier les données · modifier les données |
| Lavallée                                | 55282      | CC De l'Aire à l'Argonne      | 12,58            | 87 (2022)                         | 6,9                | modifier les données · modifier les données |
| Lavoye                                  | 55285      | CC De l'Aire à l'Argonne      | 10,02            | 145 (2022)                        | 14                 | modifier les données · modifier les données |
| Lemmes                                  | 55286      | CC Val de Meuse - Voie Sacrée | 11,05            | 236 (2022)                        | 21                 | modifier les données · modifier les données |
| Levoncourt                              | 55289      | CC De l'Aire à l'Argonne      | 7,80             | 56 (2022)                         | 7,2                | modifier les données · modifier les données |
| Lignières-sur-Aire                      | 55290      | CC De l'Aire à l'Argonne      | 9,30             | 52 (2022)                         | 5,6                | modifier les données · modifier les données |
| Longchamps-sur-Aire                     | 55301      | CC De l'Aire à l'Argonne      | 15,68            | 120 (2022)                        | 7,7                | modifier les données · modifier les données |
| Ménil-aux-Bois                          | 55333      | CC du Sammiellois             | 6,71             | 47 (2022)                         | 7,0                | modifier les données · modifier les données |
| Les Monthairons                         | 55347      | CC Val de Meuse - Voie Sacrée | 12,22            | 326 (2022)                        | 27                 | modifier les données · modifier les données |
| Neuville-en-Verdunois                   | 55380      | CC De l'Aire à l'Argonne      | 13,44            | 49 (2022)                         | 3,6                | modifier les données · modifier les données |
| Nicey-sur-Aire                          | 55384      | CC De l'Aire à l'Argonne      | 11,01            | 129 (2022)                        | 12                 | modifier les données · modifier les données |
| Nixéville-Blercourt                     | 55385      | CC Val de Meuse - Voie Sacrée | 19,54            | 502 (2022)                        | 26                 | modifier les données · modifier les données |
| Nubécourt                               | 55389      | CC De l'Aire à l'Argonne      | 27,52            | 249 (2022)                        | 9,0                | modifier les données · modifier les données |
| Osches                                  | 55395      | CC Val de Meuse - Voie Sacrée | 9,14             | 59 (2022)                         | 6,5                | modifier les données · modifier les données |
| Pierrefitte-sur-Aire                    | 55404      | CC De l'Aire à l'Argonne      | 17,56            | 306 (2022)                        | 17                 | modifier les données · modifier les données |
| Pretz-en-Argonne                        | 55409      | CC De l'Aire à l'Argonne      | 9,89             | 61 (2022)                         | 6,2                | modifier les données · modifier les données |
| Rambluzin-et-Benoite-Vaux               | 55411      | CC Val de Meuse - Voie Sacrée | 18,42            | 86 (2022)                         | 4,7                | modifier les données · modifier les données |
| Récourt-le-Creux                        | 55420      | CC Val de Meuse - Voie Sacrée | 14,43            | 68 (2022)                         | 4,7                | modifier les données · modifier les données |
| Rupt-devant-Saint-Mihiel                | 55448      | CC De l'Aire à l'Argonne      | 6,32             | 40 (2022)                         | 6,3                | modifier les données · modifier les données |
| Rupt-en-Woëvre                          | 55449      | CC Val de Meuse - Voie Sacrée | 17,05            | 282 (2022)                        | 17                 | modifier les données · modifier les données |
| Saint-André-en-Barrois                  | 55453      | CC Val de Meuse - Voie Sacrée | 9,33             | 61 (2022)                         | 6,5                | modifier les données · modifier les données |
| Sampigny                                | 55467      | CC du Sammiellois             | 20,53            | 693 (2022)                        | 34                 | modifier les données · modifier les données |
| Senoncourt-les-Maujouy                  | 55482      | CC Val de Meuse - Voie Sacrée | 14,94            | 100 (2022)                        | 6,7                | modifier les données · modifier les données |
| Seuil-d'Argonne                         | 55517      | CC De l'Aire à l'Argonne      | 25,44            | 523 (2022)                        | 21                 | modifier les données · modifier les données |
| Sommedieue                              | 55492      | CC Val de Meuse - Voie Sacrée | 33,63            | 959 (2022)                        | 29                 | modifier les données · modifier les données |
| Les Souhesmes-Rampont                   | 55497      | CC Val de Meuse - Voie Sacrée | 21,80            | 321 (2022)                        | 15                 | modifier les données · modifier les données |
| Souilly                                 | 55498      | CC Val de Meuse - Voie Sacrée | 26,59            | 426 (2022)                        | 16                 | modifier les données · modifier les données |
| Thillombois                             | 55506      | CC De l'Aire à l'Argonne      | 13,03            | 30 (2022)                         | 2,3                | modifier les données · modifier les données |
| Tilly-sur-Meuse                         | 55512      | CC Val de Meuse - Voie Sacrée | 13,69            | 277 (2022)                        | 20                 | modifier les données · modifier les données |
| Les Trois-Domaines                      | 55254      | CC De l'Aire à l'Argonne      | 16,49            | 121 (2022)                        | 7,3                | modifier les données · modifier les données |
| Vadelaincourt                           | 55525      | CC Val de Meuse - Voie Sacrée | 5,44             | 77 (2022)                         | 14                 | modifier les données · modifier les données |
| Ville-devant-Belrain                    | 55555      | CC De l'Aire à l'Argonne      | 6,12             | 33 (2022)                         | 5,4                | modifier les données · modifier les données |
| Ville-sur-Cousances                     | 55567      | CC Val de Meuse - Voie Sacrée | 9,59             | 139 (2022)                        | 14                 | modifier les données · modifier les données |
| Villers-sur-Meuse                       | 55566      | CC Val de Meuse - Voie Sacrée | 7,30             | 284 (2022)                        | 39                 | modifier les données · modifier les données |
| Villotte-sur-Aire                       | 55570      | CC De l'Aire à l'Argonne      | 13,96            | 212 (2022)                        | 15                 | modifier les données · modifier les données |
| Waly                                    | 55577      | CC De l'Aire à l'Argonne      | 6,20             | 57 (2022)                         | 9,2                | modifier les données · modifier les données |
| Woimbey                                 | 55584      | CC De l'Aire à l'Argonne      | 15,30            | 130 (2022)                        | 8,5                | modifier les données · modifier les données |
| Canton de Dieue-sur-Meuse               | 5508       |                               | 822,17           | 12 447 (2022)                     | 15                 | modifier les données                        |

## Démographie
En 2022, le canton comptait 12 447 habitants, en évolution de −1,87 % par rapport à 2016 (Meuse : −4,4 %, France hors Mayotte : +2,11 %).
| 2013   | 2018   | 2022   |
| ------ | ------ | ------ |
| 12 476 | 12 605 | 12 447 |